# Beaqueos
Os Beaqueos foram um subgrupo dos embaiás, atualmente considerado extinto, que habitava o estado brasileiro do Mato Grosso do Sul e o Paraguai.